# ICMP
ICMP (англ. Internet Control Message Protocol — протокол межсетевых управляющих сообщений) — сетевой протокол, входящий в стек протоколов TCP/IP. В основном ICMP используется для передачи сообщений об ошибках и других исключительных ситуациях, возникших при передаче данных, например, запрашиваемая услуга недоступна или хост или маршрутизатор не отвечают. Также на ICMP возлагаются некоторые сервисные функции (services).

## Технические подробности
Протокол ICMP описан в RFC 792 от 1981 года Jon Postel (с дополнениями в RFC 950). ICMP является стандартом Интернета (входит в стандарт STD 5 вместе с IP). Хотя формально протокол использует IP (ICMP-пакеты инкапсулируются в IP пакеты), он является неотъемлемой частью IP и обязателен при реализации стека TCP/IP. Текущая версия ICMP для IPv4 называется ICMPv4. В IPv6 существует аналогичный протокол ICMPv6.
ICMP-сообщение строится из IP-пакетов, сгенерировавших ICMP-ответ. Протокол IP инкапсулирует соответствующее ICMP-сообщение с новым заголовком IP (чтобы отправить ICMP-сообщение обратно отправителю) и передает полученные пакеты дальше.
Например, каждая машина, которая перенаправляет IP-пакеты (например маршрутизатор), уменьшает значение поля Time to live (TTL) заголовка IP-пакета на единицу; если TTL достигает 0, на источник пакета отправляется ICMP-сообщение о превышении TTL.
ICMP основан на протоколе IP. Каждое ICMP-сообщение инкапсулируется непосредственно в пределах одного IP-пакета, и, таким образом, как и UDP и в отличие от TCP, ICMP является т. н. «ненадежным» (не контролирующим доставку и её правильность). В отличие от UDP, где реализация надёжности возложена на ПО прикладного уровня, ICMP (в силу специфики применения) обычно не нуждается в реализации надёжной доставки. Его цели отличны от целей транспортных протоколов, таких как TCP и UDP: он, как правило, не используется для передачи и приёма данных между конечными системами. ICMP не используется непосредственно в приложениях пользователей сети (исключение составляют инструменты Ping и Traceroute). Тот же Ping, например, служит обычно как раз для проверки потерь IP-пакетов на маршруте.

## Использование ICMP-сообщений
ICMP-сообщения (тип 1,2) генерируются при нахождении ошибок в заголовке IP-пакета (за исключением самих ICMP-пакетов, дабы не привести к бесконечно растущему потоку ICMP-сообщений об ICMP-сообщениях).
ICMP-сообщения (тип 3) генерируются маршрутизатором при отсутствии маршрута к адресату.
Утилита Ping, служащая для проверки возможности доставки IP-пакетов, использует ICMP-сообщения с типом 8 (эхо-запрос) и 0 (эхо-ответ).
Утилита Traceroute, отображающая путь следования IP-пакетов, использует ICMP-сообщения с типом 11.
ICMP-сообщения с типом 5 используются маршрутизаторами для обновления записей в таблице маршрутизации отправителя.
ICMP-сообщения с типом 4 используются получателем (или маршрутизатором) для управления скоростью отправки сообщений отправителем.

## Формат пакета ICMP
| Октет (байт) | 0                                                       | 1                                                       | 2                                                       | 3                                                       | 4                                                       | 5                                                       | 6                                                       | 7                                                       | 8                                                       | 9                                                       | 10                                                      | 11                                                      | 12                                                      | 13                                                      | 14                                                      | 15                                                      | 16                                                      | 17                                                      | 18                                                      | 19                                                      | 20                                                      | 21                                                      | 22                                                      | 23                                                      | 24                                                      | 25                                                      | 26                                                      | 27                                                      | 28                                                      | 29                                                      | 30                                                      | 31                                                      |
| ------------ | ------------------------------------------------------- | ------------------------------------------------------- | ------------------------------------------------------- | ------------------------------------------------------- | ------------------------------------------------------- | ------------------------------------------------------- | ------------------------------------------------------- | ------------------------------------------------------- | ------------------------------------------------------- | ------------------------------------------------------- | ------------------------------------------------------- | ------------------------------------------------------- | ------------------------------------------------------- | ------------------------------------------------------- | ------------------------------------------------------- | ------------------------------------------------------- | ------------------------------------------------------- | ------------------------------------------------------- | ------------------------------------------------------- | ------------------------------------------------------- | ------------------------------------------------------- | ------------------------------------------------------- | ------------------------------------------------------- | ------------------------------------------------------- | ------------------------------------------------------- | ------------------------------------------------------- | ------------------------------------------------------- | ------------------------------------------------------- | ------------------------------------------------------- | ------------------------------------------------------- | ------------------------------------------------------- | ------------------------------------------------------- |
| [0—3]        | Тип                                                     | Тип                                                     | Тип                                                     | Тип                                                     | Тип                                                     | Тип                                                     | Тип                                                     | Тип                                                     | Код                                                     | Код                                                     | Код                                                     | Код                                                     | Код                                                     | Код                                                     | Код                                                     | Код                                                     | Контрольная сумма                                       | Контрольная сумма                                       | Контрольная сумма                                       | Контрольная сумма                                       | Контрольная сумма                                       | Контрольная сумма                                       | Контрольная сумма                                       | Контрольная сумма                                       | Контрольная сумма                                       | Контрольная сумма                                       | Контрольная сумма                                       | Контрольная сумма                                       | Контрольная сумма                                       | Контрольная сумма                                       | Контрольная сумма                                       | Контрольная сумма                                       |
| …            | Данные (формат зависит от значений полей «Код» и «Тип») | Данные (формат зависит от значений полей «Код» и «Тип») | Данные (формат зависит от значений полей «Код» и «Тип») | Данные (формат зависит от значений полей «Код» и «Тип») | Данные (формат зависит от значений полей «Код» и «Тип») | Данные (формат зависит от значений полей «Код» и «Тип») | Данные (формат зависит от значений полей «Код» и «Тип») | Данные (формат зависит от значений полей «Код» и «Тип») | Данные (формат зависит от значений полей «Код» и «Тип») | Данные (формат зависит от значений полей «Код» и «Тип») | Данные (формат зависит от значений полей «Код» и «Тип») | Данные (формат зависит от значений полей «Код» и «Тип») | Данные (формат зависит от значений полей «Код» и «Тип») | Данные (формат зависит от значений полей «Код» и «Тип») | Данные (формат зависит от значений полей «Код» и «Тип») | Данные (формат зависит от значений полей «Код» и «Тип») | Данные (формат зависит от значений полей «Код» и «Тип») | Данные (формат зависит от значений полей «Код» и «Тип») | Данные (формат зависит от значений полей «Код» и «Тип») | Данные (формат зависит от значений полей «Код» и «Тип») | Данные (формат зависит от значений полей «Код» и «Тип») | Данные (формат зависит от значений полей «Код» и «Тип») | Данные (формат зависит от значений полей «Код» и «Тип») | Данные (формат зависит от значений полей «Код» и «Тип») | Данные (формат зависит от значений полей «Код» и «Тип») | Данные (формат зависит от значений полей «Код» и «Тип») | Данные (формат зависит от значений полей «Код» и «Тип») | Данные (формат зависит от значений полей «Код» и «Тип») | Данные (формат зависит от значений полей «Код» и «Тип») | Данные (формат зависит от значений полей «Код» и «Тип») | Данные (формат зависит от значений полей «Код» и «Тип») | Данные (формат зависит от значений полей «Код» и «Тип») |

| Идентификатор (16)  | Номер последовательности (16) |
| Данные (переменная) |                               |

| Не используется (32)                           |
| Заголовок IP, Начало исходной дейтаграммы (64) |

| Адрес маршрутизатора (32)                      |
| Заголовок IP, Начало исходной дейтаграммы (64) |

| Идентификатор (16)  | Номер последовательности (16) |
| Данные (переменная) |                               |

| Количество адресов (8)     | Размер элемента (8) | Срок действия (16) |
| Адрес[1] (32)              |                     |                    |
| Предпочтительность[1] (32) |                     |                    |
| …                          |                     |                    |
| Адрес[N] (32)              |                     |                    |
| Предпочтительность[N] (32) |                     |                    |

| Не используется (32) |

| Не используется (32)                           |
| Заголовок IP, Начало исходной дейтаграммы (64) |

| Указатель (8)                                  | Не используется (24) |
| Заголовок IP, Начало исходной дейтаграммы (64) |                      |

| Не используется (32)                           |
| Заголовок IP, Начало исходной дейтаграммы (64) |

| Идентификатор (16)   | Номер последовательности (16) |
| Начальное время (32) |                               |
| Время приёма (32)    |                               |
| Время отправки (32)  |                               |

| Идентификатор (16) | Номер последовательности (16) |

| Идентификатор (16) | Номер последовательности (16) |
| Маска (32)         |                               |

| Идентификатор (16)                      | Не используется (16)                         |
| Количество хопов исходящего пакета (16) | Количество хопов возвращающегося пакета (16) |
| Скорость линии связи (32)               |                                              |
| MTU линии связи (32)                    |                                              |

| Указатель (32)                                              |
| Заголовок IP и транспортного протокола исходной дейтаграммы |

## Правила генерации ICMP-пакетов
1. При потере ICMP-пакета никогда не генерируется новый.
2. ICMP-пакеты никогда не генерируются в ответ на IP-пакеты с широковещательным или групповым адресом, чтобы не вызывать перегрузку в сети (так называемый широковещательный шторм).
3. При повреждении фрагментированного IP-пакета ICMP-сообщение отправляется сразу после получения первого повреждённого фрагмента, поскольку отправитель всё равно повторит передачу всего IP-пакета целиком.